# باري ميتلاند
باري ميتلاند (بالإنجليزية: Barry Maitland)‏ (1941 في المملكة المتحدة)؛ روائي بريطاني.